# Schinziophyton rautanenii
Schinziophyton es un género monotípico perteneciente a la familia de las euforbiáceas. Su única especie: Schinziophyton rautanenii, es originaria de África. Su nombre vulgar más frecuente es mongongo.

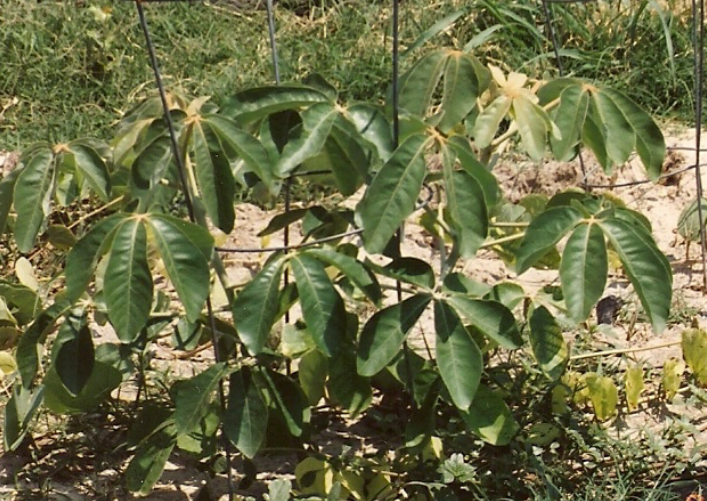
Vista de la planta

## Descripción
Llega a medir de 15 a 20 m de alto y se encuentra en el sur de África. Su madera es amarilla y tiene características similares a la madera de balsa, poco pesada y dura.

## Fruto
El fruto tiene forma de huevo, madura entre marzo y mayo, y contiene una fina capa de pulpa comestible alrededor de la cáscara.

## Distribución
Se encuentra en varios lugares del sur de África, desde el norte de Namibia al norte de Botsuana, suroeste Zambia y oeste de Zimbabue. También del este de Malaui, y este de Mozambique.

## Usos tradicionales
En algunas zonas africanas se considera un alimento básico especialmente entre la etnia San (bosquimanos) del norte de Botsuana y Namibia donde la arqueología ha comprobado que los consumen desde hace 7000 años.  Se almacenan bien y se conservan mucho tiempo. 
Alternativamente las nueces se recuperan del estiércol de los elefantes.

## Aceite de mongongo
Tradicionalmente se ha usado este aceite para el cuidado de la piel.

## Aspecto nutritivo
Los 100 gramos de nueces de mongongo contienen:
- 57 g de grasa:
  - 44% polinsaturada
  - 17% saturada
  - 18% monoinsaturada
- 24 g proteína
- 193 mg calcio
- 4 mg zinc
- 2.8 mg cobre
- 565 mg vitamina E (y tocoferol )

## Taxonomía
Schinziophyton rautanenii fue descrita por (Schinz) Radcl.-Sm. y publicado en Kew Bulletin 45: 157. 1990.
Sinonimia
- Ricinodendron rautanenii Schinz
- Ricinodendron viticoides Mildbr.
- Vitex lukafuensis De Wild.[3][4]